# Gangster
För andra betydelser, se Gangster (olika betydelser).

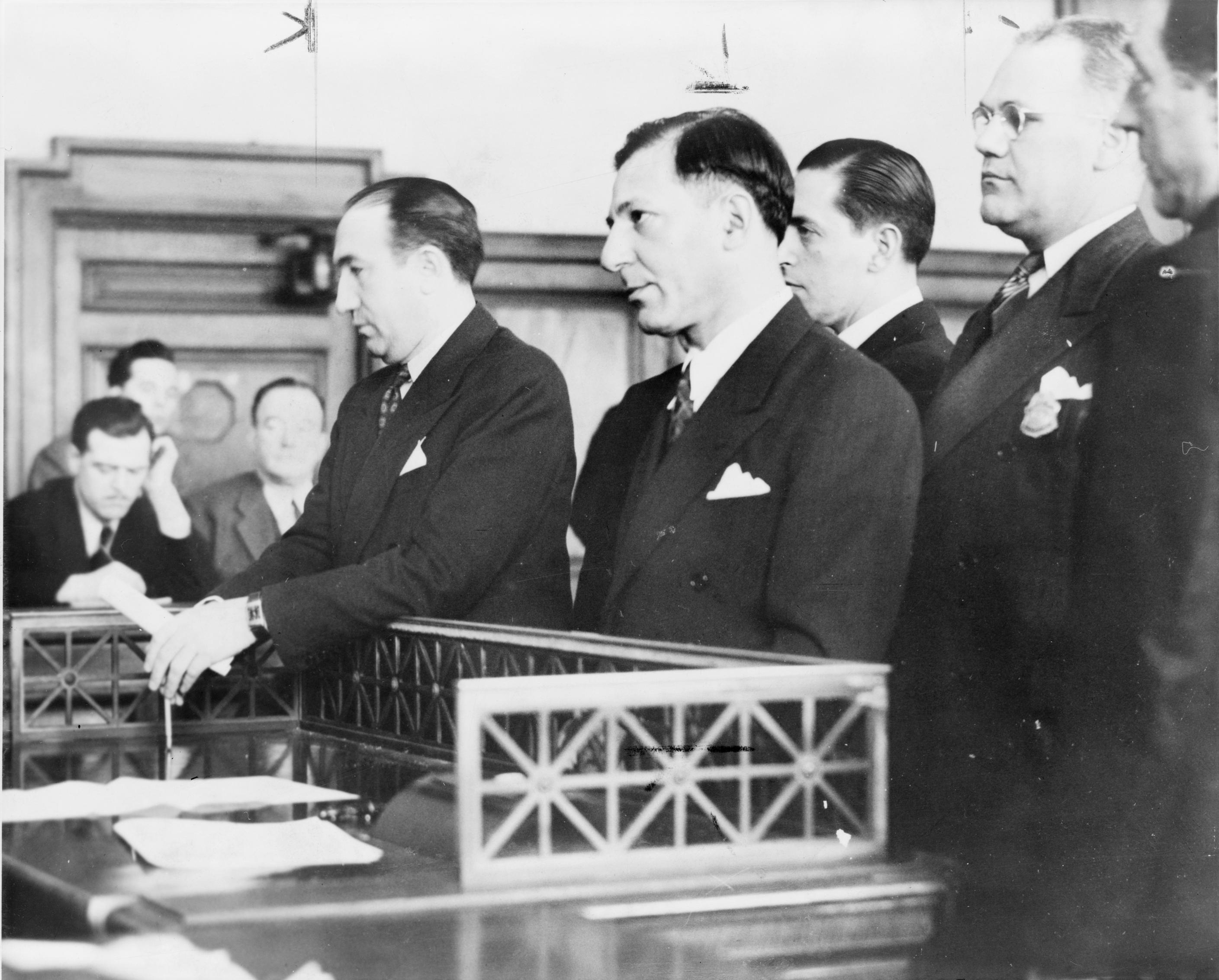
Louis Buchalter, i mitten, en arketypisk amerikansk gangster under 1930-talet, stående i rätten inför dom.

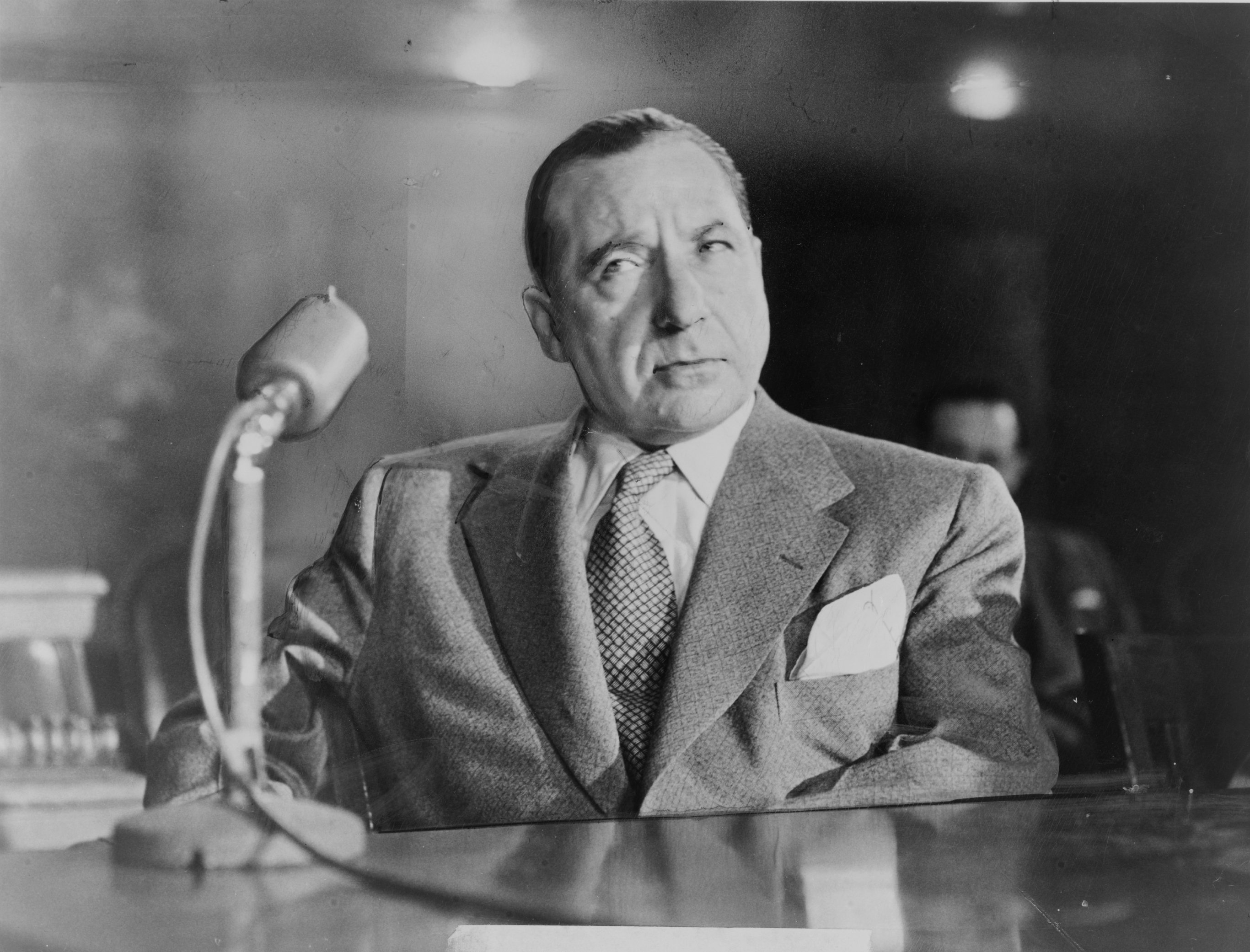
Frank Costello, amerikansk gangster, vittnar inför Kefauver-kommittén under en förundersökning av organiserad brottslighet.

Termen Gangster (av engelska "gangster", gängmedlem) används oftast om kriminella involverade i maffiagrupper under förbudstiden, såsom Al Capone och Bugsy Siegel med flera, men även om nutida organiserade brottslingar.
Aktiviteter som utförs av gangstrar är varierande, och används ofta för att fylla efterfrågan som finns mellan en aktuell juridisk status och verkligheten. Under förbudstiden i USA exploaterade gangstrar den växande svarta marknaden för alkoholdrycker genom att fylla efterfrågan som fanns. På 1950-talet hände samma sak, denna gång med dobbel. Andra aktiviteter är bland annat narkotikahandel, koppleri, trafficking, med mera. En del gangstrar är även involverade i utpressning, beskyddarverksamhet och/eller mutning för att skapa inflytande över fackföreningar och företag. De är också kända för att försöka manipulera beslut från civila institutioner, såsom domstolar och politiska val.
Gangstrar är ett vanligt inslag i populärkultur, med filmer såsom Gudfadern och TV-serier såsom Sopranos. Inom bland annat gangstarap används termen för en person med makt och pengar, och som ett resultat av detta kan det ofta användas som en komplimang. Termen kan också användas pejorativt för vandaler och ligister som exempelvis slår sönder cyklar, fönsterrutor och ägnar sig åt smårån.
För organiserad brottslighet i mindre former, som ligor som åker på stöldturnéer används ibland ordet smågangster.